# 우주 이민

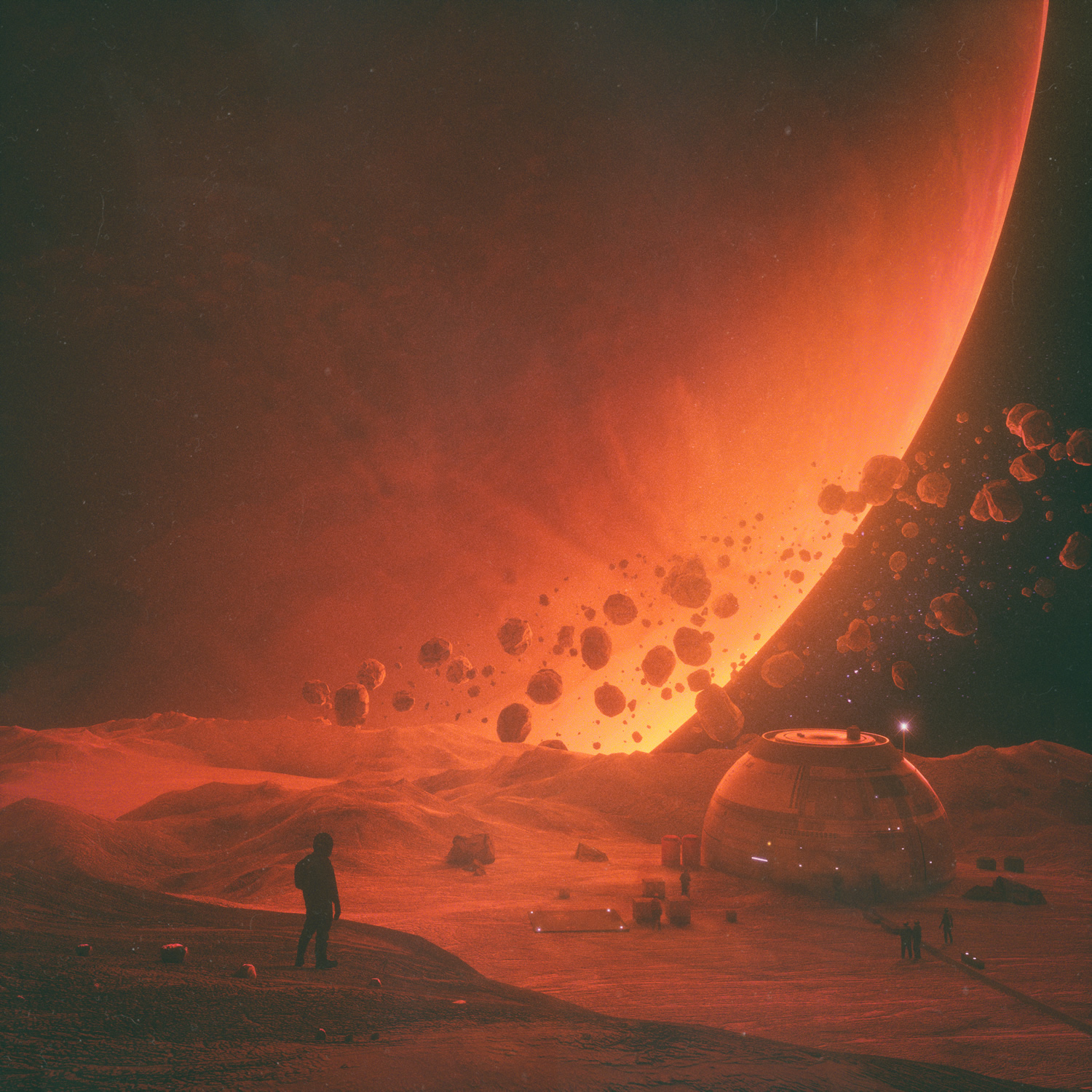

우주 이민(중국어：宇宙植民)은 지구 밖으로 영구적 자급 자족 가능한 인류의 거주지 (콜로니)를 만드는 데 또는 테라포밍할 목적으로 이주하는 것을 가리킨다. SF 작품에서 많이 다루어지고 있는 주제이다. 우주 이민 후보로는 달과 화성, 그 궤도에 있다고 믿고 있다. 과학적으로는 현재의 기술로도 실현 가능하지만, 그 경우 막대한 비용이 드는 것으로 예상되고 있다.

## 역사
첫 번째 우주 비행 프로그램이 시작되었을 때 그들은 RAAF 우메라 레인지 콤플렉스(Woomera Range Complex), 기아나 우주 센터의 원주민 장소 또는 현재 마우나 케아(Mauna Kea) 망원경의 천문학과 같은 지구상의 식민지 공간을 부분적으로 사용했으며 계속 사용했다. 1950년대 궤도 우주 비행이 성공했을 때 식민주의는 여전히 강력한 국제 프로젝트였다. 미국이 "뉴 프론티어"의 일환으로 우주 프로그램과 우주 전반을 발전시키는 것을 촉진한다. 그러나 우주 시대의 초기 수십 년 동안 탈식민지화는 많은 새로운 독립 국가를 탄생시키는 힘을 다시 얻었다. 이들 새로 독립한 국가들은 우주 여행 국가들과 맞서면서 우주법이 국제적으로 제기되고 협상될 때 반식민적 입장과 우주 활동 규제를 요구했다. 우주 비행 능력을 갖춘 소수 국가 간의 토지 강탈과 우주 군비 경쟁으로 인한 대결에 대한 두려움이 커졌고 궁극적으로 우주 여행 국가 자체가 공유했다. 이로 인해 1967년 우주 조약을 시작으로 우주를 "모든 인류의 지역"으로 부르고 우주 공간의 국제 규제 및 공유에 대한 조항을 확보하는 국제 우주법에 대한 합의된 문구가 탄생했다.
정지궤도 위성의 출현으로 인해 우주공간의 공간이 제한된다는 주장이 제기되었다. 한때 식민지 제국의 식민지였으나 우주 비행 능력이 없었던 적도 국가 그룹이 1976년 보고타 선언에 서명했다. 이들 국가는 정지궤도가 제한된 천연자원이며 바로 아래 적도 국가에 속하며 인류 공통의 우주 공간의 일부가 아니라고 선언했다. 이를 통해 선언문은 우주 여행 국가의 지배력을 제국주의로 식별함으로써 정지궤도 궤도의 지배력에 도전했다. 더욱이 이러한 우주에서의 지배력은 접근 규제 부족으로 인해 점점 증가하는 우주 잔해의 경우처럼 우주에 대한 접근성을 보장하는 우주 조약에 대한 위협을 예고했다.
1977년 마침내 최초의 지속 가능한 우주 서식지인 살류트 6 정거장이 지구 궤도에 진입했다. 결국 최초의 우주 정거장은 오늘날 우주에서 가장 큰 인간 전초 기지이자 우주 정착지에 가장 가까운 ISS에 의해 계승되었다. 다자간 체제 하에서 건설되고 운영되는 이 위성은 달 주변 및 달 표면과 같은 미래 관측소의 청사진이 되었다. 달 활동을 위한 국제 체제는 국제 달 조약에서 요구되었지만 현재는 아르테미스 협정과 마찬가지로 다자간 개발되고 있다. 지금까지 다른 천체의 유일한 거주지는 승무원이 탑승한 달 착륙선의 임시 거주지였다.

## 같이 보기
- 우주 식민지
- 버널 구체
- 메가스트럭처
- 민간 우주 비행
- 오닐 원기둥
- 행성 거주가능성
- 유사 태양
- 우주망원경
- 우주법
- 스탠퍼드 원환체
- 테라포밍
- 지하상가